# Beatyfikowani i kanonizowani przez Piusa VII
Papież Pius VII beatyfikował 6 i kanonizował 5 osób.

## Beatyfikowani i kanonizowani
10 maja 1802
- Bł. Berard z Marsi (zatwierdzenie kultu)[1]

1804
- Bł. Hugolin Zeffirini (zatwierdzenie kultu)

17 czerwca 1804
- Bł. Weronika Giuliani

11 lipca 1804
- Bł. Maria Bartłomieja Bagnesi (zatwierdzenie kultu)

30 kwietnia 1806
- Bł. Filipa Mareri (zatwierdzenie kultu)

11 maja 1806
- Bł. Franciszek de Hieronimo

21 września 1806
- Bł. Józef Oriol

24 maja 1807
- Św. Aniela Merici
- Św. Benedykt Massari
- Św. Koleta Boylet
- Św. Franciszek Caracciolo
- Św. Hiacynta Mariscotti
- Bł. Franciszek de Posadas

1810 (lub 1808)
- Bł. Katarzyna z Racconigi (zatwierdzenie kultu)

1816
- Bł. Piotr z Città di Castello[3] (zatwierdzenie kultu)

11 maja 1816
- Bł. Jakub de Voragine (zatwierdzenie kultu)

15 września 1816
- Bł. Franciszek de Hieronimo

20 września 1818
- Bł. Alfons Maria Liguori

1819
- Bł. Antoni della Chiesa[4] (zatwierdzenie kultu)

14 marca 1820
- Bł. Szymon Ballacchi[5] (zatwierdzenie kultu)

26 września 1820
- Bł. Andrzej z Peschiera[6] (zatwierdzenie kultu)

1821
- Bł. Peregryn z Falerone (zatwierdzenie kultu)

22 września 1821
- Bł. Konstanty z Fabriano (zatwierdzenie kultu)